# Feliks (książę Luksemburga)

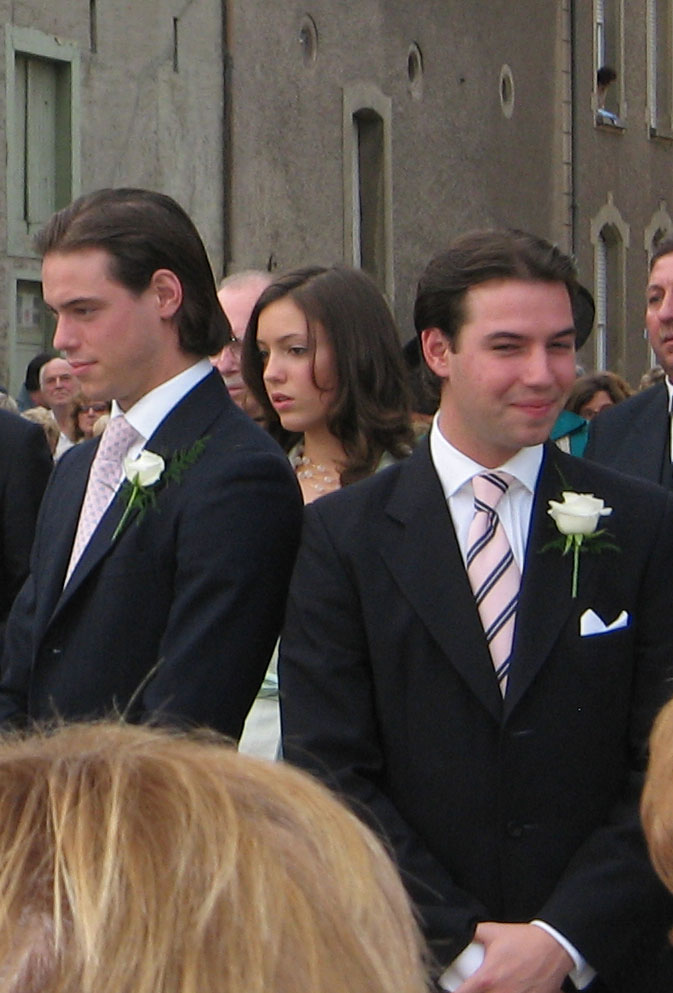
Od lewej: Feliks, Aleksandra i Wilhelm

Feliks, książę Luksemburga, właśc. Félix Léopold Marie Guillaume (ur. 3 czerwca 1984 w Luksemburgu) – drugi syn wielkiego księcia Luksemburga Henryka i wielkiej księżnej Marii Teresy Mestre.
Jego rodzicami chrzestnymi byli: dziadek wielki książę Luksemburga Jan i Catalina Mestre. Imię odziedziczył po pradziadku Feliksie Burbon-Parmeńskim.
Zajmuje czwarte miejsce w sukcesji do luksemburskiego tronu po swoich bratankach Karolu i Franciszku oraz przed swoją córką Amalią.
Uczył się w International School of Luxembourg oraz w szkole z internatem Beau Soleil w Villars-sur-Ollon w Szwajcarii. Obecnie studiuje architekturę na nowojorskim Uniwersytecie Columbia. Lubi grać w polo i jeździć na nartach. Włada biegle językiem luksemburskim, francuskim, angielskim i niemieckim.

## Życie prywatne
13 grudnia 2012 Pałac Książęcy ogłosił zaręczyny księcia Feliksa z Klarą Lademacher, niemiecką bioetyk, córką Hartmuta Lademachera. 7 stycznia 2013 opublikowane oficjalne zdjęcia rodziny książęcej razem z narzeczoną księcia Feliksa. 22 kwietnia podano do wiadomości daty uroczystości ślubnych.
17 września 2013 książę Feliks poślubił Klarę Lademacher w cywilnej ceremonii w Königstein w pobliżu rodzinnego miasta panny młodej, Frankfurtu. W roli świadków wystąpili Feliks Lademacher i księżniczka Aleksandra.
21 września para zawarła religijny związek małżeński w wierze katolickiej w bazylice Świętej Marii Magdaleny w Saint-Maximin-la-Sainte-Baume's we francuskiej Prowansji. Ceremonii przewodniczył arcybiskup Jean-Claude Hollerich, a przysięgi małżeńskie zostały wypowiedziane w językach niemieckim i francuskim. Następnego dnia rodzina książęca opublikowała oficjalne zdjęcia ślubne. Klara otrzymała tytuł Jej Książęca Wysokość Księżna Klara z Luksemburga.
14 stycznia 2014 w oficjalnym oświadczeniu poinformowano, że para książęca spodziewa się narodzin swojego pierwszego dziecka. 15 czerwca w Luksemburgu księżna Klara urodziła córkę. Dziewczynka zajęła trzecie miejsce w linii sukcesji luksemburskiego tronu, za stryjem Wilhelmem i ojcem. Otrzymała imiona Amalia Gabriela Maria Teresa i tytuł księżniczki Nassau. Księżniczka Amalia w przypadku bezpotomnej śmierci swojego stryja ma szanse na objęcie władzy w Wielkim Księstwie Luksemburga i jest pierwszą z wnuczek księcia Henryka, która nie może zostać wyprzedzona w linii sukcesji przez swoich młodszych braci.
4 czerwca 2016 ogłoszono drugą ciążę księżnej Klary. 28 listopada w Genewie urodził się syn pary, który zajął czwarte miejsce w linii sukcesji. Imiona chłopca ogłoszono po kilku tygodniach, a brzmiały one: Liam Henry Hartmut. Podobnie jak starsza siostra, otrzymał tytuł księcia Nassau.